# Renzo Renzi
Renzo Renzi (Rubiera, 13 dicembre 1919 – Bologna, 17 ottobre 2004) è stato un critico cinematografico, storico del cinema e saggista italiano.

## Biografia
Quando è ancora studente alla facoltà di Lettere e Filosofia all'Università di Bologna, sin dal 1939 inizia a scrivere di cinema presso alcuni giornali locali, tra i quali Architrave. Durante la seconda guerra mondiale si arruola nell'esercito e dopo l'8 settembre 1943 viene catturato dai tedeschi; imprigionato, alla fine del conflitto torna libero. Nel 1946 torna a scrivere di cinema come critico, collaborando con Sipario, Bianco e Nero e Cinema, nella quale conosce Guido Aristarco; insieme a lui fonda nel 1952 la rivista Cinema Nuovo.
Nel 1953 Aristarco pubblica un suo soggetto originale, L'armata s'agapò; entrambi vengono denunciati per vilipendio alle forze armate e Renzi viene recluso per un mese al carcere militare di Peschiera del Garda. Il fatto suscita enorme clamore sulla stampa dell'epoca.
Nel 1950, insieme ad Enzo Biagi, Luigi Pizzi e Renato Zambonelli, Renzi fonda la casa di produzione Columbus Film per la quale dirige e sceneggia, tra il 1954 e il 1955, quattro cortometraggi documentari che si avvalgono della colonna sonora di Enzo Masetti. Nel 1952 è tra gli autori di soggetto e sceneggiatura del film Camicie rosse, diretto da Goffredo Alessandrini.
Dal 1956, per l'editore Cappelli di Bologna, è  l'ideatore e curatore della collana di monografie Dal soggetto al film, che raccolgono i documenti preparatori dell'opera cinematografica  (dal soggetto alla sceneggiatura) che ottiene grande successo tanto da essere tradotta anche all'estero. Ne usciranno 77 volumi: il primo dedicato a Giulietta e Romeo di Renato Castellani, l'ultimo su Padre padrone di Paolo e Vittorio Taviani.
Dopo la chiusura della collana, avvenuta nel 1977, continua la sua attività di critico e saggista. Pubblica diversi saggi su Federico Fellini, Carl Theodor Dreyer e Luchino Visconti. Dal 1962 lavora alla Commissione Cinema del Comune di Bologna e nel 1967 è tra i fondatori della Cineteca di Bologna. Nel giugno del 2003 gli viene conferito il premio alla carriera al DAMS di Bologna.
Renzi muore nel 2004 all'età di 85 anni. Il suo fondo librario e fotografico oggi è parte integrante della Biblioteca della Cineteca di Bologna, a lui intitolata.

## Filmografia

### Regista cortometraggi documentari
- Guida per camminare all'ombra (1954)
- Sette metri d'asfalto (1954)
- Dove Dio cerca casa (1955)
- Quando il Po è dolce (1955)

### Altre mansioni
- Camicie rosse, regia di Goffredo Alessandrini (1952) soggetto e sceneggiatura, in collab.

## Opere
- Bologna. Una città, Cappelli editore (1964)
- Su, compagni, in fitta schiera. Il socialismo in Emilia Romagna dal 1864 al 1915, con Luigi Arbizzoni e Pietro Bonfiglioli, Cappelli editore (1966)
- Catene, tormenti e Charlotte, Cappelli editore (1973)
- Luchino Visconti. Il mio teatro, con Caterina D'Amico De Carvalho, Cappelli editore (1979)
- Bologna la bella, con Oriano Tassinari Clò e Paola Emilia Rubbi, L'Inchiostroblu, Bologna (1987)
- La città di Morandi, 1890-1990. Cent'anni di storia bolognese attraverso la vicenda di un grande pittore, Cappelli editore (1989)
- Visconti segreto, Laterza (1994)
- L'ombra di Fellini: quarant'anni di rapporti con il grande regista e uno stupidario degli anni Ottanta (1994)
- La dolce vita del cinema d'autore 1942-1975 (1999)
- La bella stagione: scontri e incontri negli anni d'oro del cinema italiano (2001)
- Il cinema è stato la mia vita: scritti scelti 1948-1986 (2003)